# Australian Silky Terrier
Australian Silky Terrier er en hund. Den blev oprindelig opdrættet som skødehund.
Den har typiske terrieregenskaber.